# Joseph Stübicher

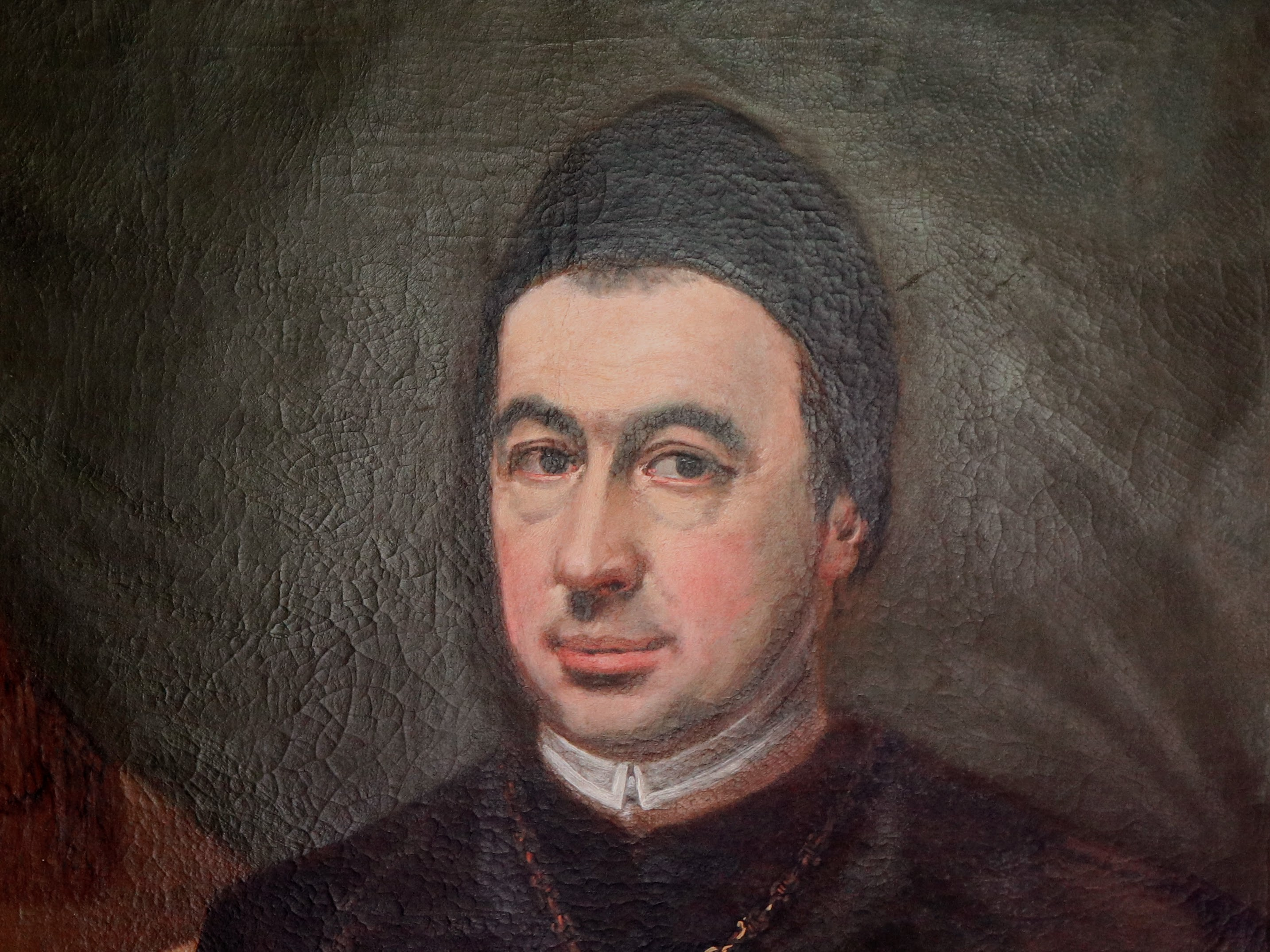
Joseph Stübicher, Porträt im Neukloster

Joseph Stübicher auch: Stibicher (* 1706 in Fladnitz an der Teichalm; † 10. Februar 1775 in Wiener Neustadt) war ein österreichischer Zisterzienser und Abt.

## Leben und Werk
Er legt die Profess am 2. Februar 1730 ab. Am 20. Mai 1731 wurde er zum Priester geweiht. Stübicher war u. a. Pfarrer in Muthmannsdorf, dann von 1746 bis zu seinem Tod Abt des Stiftes Neukloster in Wiener Neustadt. Durch die von ihm veranlasste bauliche Verschönerung von Kloster und Bibliothek sowie durch Erwerb kostbarer Bücher (u. a. die Bibliothek des Bischofs Ferdinand von Hallweil) erwarb er sich den Ruf eines „zweiten Stifters“.